# Bahram Muzaffer
Bahram Muzaffer (* 4. August 1986 in Fergana, Sowjetunion) ist ein ehemaliger türkischer Boxer. 

## Boxkarriere
Der 1,88 m große in Bursa trainierende Linksausleger wuchs in Aserbaidschan und Russland auf, ehe er sich in der Türkei niederließ und den Boxsport ausübte. Nach zwei Jahren schaffte er den Sprung ins Nationalteam und startete 2005 bei den Junioren-Europameisterschaften in Estland, wo er die Silbermedaille im Mittelgewicht gewann.
2006 gewann er im Halbschwergewicht die Goldmedaille bei den EU-Meisterschaften in Ungarn, wobei er Tomáš Kovács, Marijo Šivolija und Constantin Bejenaru besiegen konnte. Bei den World University Championships 2006 in Kasachstan gewann er nach einer Finalniederlage gegen Jerdos Dschanabergenow die Silbermedaille und konnte auch an den Europameisterschaften 2006 in Bulgarien teilnehmen, wo er gegen Babacar Kamara ausschied.
2007 gewann er Bronze bei den EU-Meisterschaften in Irland, wobei ihm auch ein Sieg gegen Tony Jeffries gelang und nahm an den Weltmeisterschaften 2007 in den USA teil, wo er gegen Colak Ananikyan unterlag.
2008 startete er bei der europäischen Olympiaqualifikation in Griechenland und besiegte Marian Momtschew sowie Eemeli Katajisto, ehe er im Viertelfinale gegen Kennedy Katende ausschied. Bei der zweiten europäischen Olympiaqualifikation in Italien schaffte er dann mit Siegen gegen Vladimír Řezníček und Gzim Tahiri den Einzug ins Halbfinale, wo er gegen den späteren Gewinner Ismajil Sillach ausschied und sich somit für die Olympischen Spiele 2008 in Peking qualifizierte. Bei Olympia schlug er in der Vorrunde Aziz Ali, schied aber dann im Achtelfinale gegen Kenneth Egan aus. Bei den World University Championships 2008 in Russland gewann er Bronze und erreichte das Viertelfinale der Europameisterschaften 2008 in Liverpool, wo er gegen Oleksandr Ussyk verlor.
2009 konnte er die ersten europäischen Studentenmeisterschaften in Russland gewinnen, schied bei den Mittelmeerspielen gegen Mohamed Arjaoui aus und verpasste bei den Weltmeisterschaften in Italien eine Medaillenplatzierung, als er im entscheidenden Viertelfinalkampf gegen Jegor Mechonzew unterlegen war.
Auch bei den Europameisterschaften 2010 in Russland erreichte er das Viertelfinale, wo er gegen József Darmos verlor. Zudem gewann er eine Bronzemedaille im Schwergewicht bei den World University Championships 2010 in der Mongolei.
2011 gewann er eine weitere Bronzemedaille im Schwergewicht bei den Europameisterschaften in der Türkei, nachdem er erst im Halbfinale gegen Terwel Pulew verloren hatte und startete auch bei den Weltmeisterschaften in Aserbaidschan, wo er gegen Alexander Powernow ausschied.
Bei der europäischen Olympiaqualifikation 2012 in der Türkei gewann er das Turnier im Halbschwergewicht mit Siegen gegen Christian Demaj, Joe Ward, Nikolajs Grišuņins, Michail Dauhaljawez und Vətən Hüseynli. Bei den anschließenden Olympischen Spielen 2012 in London unterlag er im Achtelfinale gegen Ehsan Rouzbahani.
2015 nahm er noch an den Europaspielen in Aserbaidschan teil, wo er im Viertelfinale gegen Josip Filipi ausschied.
Auswahl int. Turnierergebnisse
- Juni 2005: 1. Platz Berdichev Turnier in der Ukraine
- Februar 2005: 2. Platz Böcskei Turnier in Ungarn
- Mai 2006: 2. Platz Ahmet Cömert Turnier in der Türkei
- September 2007: 3. Platz Golden Belt Turnier in Rumänien, Niederlage gegen Gottlieb Weiss
- Februar 2009: 2. Platz Strandja Turnier in Bulgarien, Niederlage gegen Jegor Mechonzew
- März 2009: 3. Platz Great Silk Road Boxing Turnier in Aserbaidschan
- Mai 2009: 3. Platz Internationales 2 Nationenturnier in der Ukraine
- Februar 2010: 3. Platz Strandja Turnier in Bulgarien, Niederlage gegen Terwel Pulew
- April 2010: 1. Platz Turkish Prime Ministry Turnier in der Türkei, u. a. Sieg gegen Ali Mazaheri
- August 2010: 3. Platz Achmat Kadyrow Turnier in Russland, Niederlage gegen Ali Mazaheri
- April 2011: 1. Platz Feliks Stamm Turnier in Polen

2011/2012 startete er für Istanbul Bosphorus bei der World Series of Boxing und gewann gegen Georges Mayer von Paris United, Wang Jianzheng von Beijing Dragons und Enrico Kölling von den Leipzig Leopards, verlor gegen den Deutschen jedoch in einer erneuten Begegnung. Für die Saison 2012/2013 wurde er vom deutschen Team German Eagles verpflichtet und ersetzt damit den ins Profilager gewechselten Enrico Kölling.

## Nach dem Boxen
Bahram Muzaffer, der seit 2012 bei der Boxabteilung von Bursaspor unter Vertrag stand, gründete 2017 den Boxclub BM Sports Box Club in Bursa.